# Sugarplum Fairy
Sugarplum Fairy es una banda de pop-rock originaria de Borlänge, Suecia.
La banda se formó en junio de 1998, en un principio compuesta por los hermanos Victor y Carl Norén y Kristian Gidlund en la batería, luego se les sumó Jonas Karlsson y tiempo después, David Hebert, amigo de la banda, fue invitado a unírseles, conformando finalmente lo que es actualmente la banda.
El nombre surgió un día en que los integrantes escuchaban la canción A Day In The Life de The beatles, donde en el comienzo John Lennon canta: «sugar-plum fairy, sugar-plum fairy». 
La banda grabó varios demos antes de ser contratados por la discográfica, y desde el 2001 es una de las bandas que más presentaciones ha hecho en el festival Peace & Love en la ciudad de Borlänge.
Su primer EP, Stay Young, fue lanzado el 14 de abril de 2004 en Suecia y el 7 de diciembre de ese mismo año en Alemania, recibiendo en general excelentes críticas, su primer álbum de estudio Young & Armed fue lanzado ese mismo año (el 29 de septiembre) y regrabado en el 2005 para la edición alemana, que incluye un par de canciones distintas y diferente orden.
Desde entonces la banda ha hecho varios tours, incluyendo Japón y los festivales más importantes de Alemania.
Su segundo álbum, titulado First Round, First Minute sale el 30 de agosto de 2006, y posteriormente lanzan una edición japonesa, además de una edición especial en 2007 que incluye un DVD de la banda en vivo en Diezel, Halmstad filmado el 11 de noviembre de 2006 y la videografía.
Después de viajar por distintos países y demostrar a sus fanes y a la crítica en general que la banda había crecido, llegaba la hora de grabar algo nuevo.
The Wild One es un disco con el que, según la banda, se han encontrado a sí mismos y ahora pueden estar seguros de lo que son, cómo es que realmente suenan.
Salió a la venta el 17 de septiembre de 2008 y su nombre es un tributo al clásico de Marlon Brando de 1953.
Nuevamente con excelentes críticas de la prensa, la banda fue nominada como grupo del año en los premios P3 Guld de Suecia, y tuvieron tres nominaciones más como "banda del año","canción del año" (The Escapologist) y "álbum del año" (The wild One) para los premios Rockbjörnen.

## Miembros
- Victor Norén (19 de septiembre de 1985)
- Carl Norén (5 de octubre de 1983)
- Kristian Gidlund (21 de septiembre de 1983-17 de septiembre de 2013)
- Jonas Karlsson (20 de abril de 1985)
- David Hebert (30 de marzo de 1986)

## Discografía

### Álbumes
- 2004 Young & Armed (Swedish Edition)
- 2005 Young & Armed (German Edition)
- 2006 First Round, First Minute
- 2007 First Round, First Minute (Japanese Edition)
- 2007 First Round, First Minute (Ltd Festival Edition)
- 2008 The Wild One

### Sencillos
- 2004 Stay Young
- 2004 Sweet Jackie
- 2005 Far Away From Man
- 2005 Sail Beyond Doubt
- 2006 She/Last Chance
- 2006 Marigold
- 2007 Let Me Try (Radio Edit)
- 2008 The Escapologist
- 2008 Never thought I'd say that it's alright
- 2008 Bus Stop
- 2009 You Can't Kill Rock'n'Roll